# Once Brothers
Once Brothers (Cirílico Sérvio: Једном браћа/Jednom braća, Croata: Jednom braća) é um documentário esportivo de 2010 escrito e dirigido por Michael Tolajian. Foi co-produzido pela ESPN e pela NBA Entertainment para a série 30 for 30 da ESPN.
O documentário narra a relação de dois jogadores de basquetebol da Iugoslávia—Vlade Divac (Sérvia) e Dražen Petrović (Croácia). Os dois jogaram juntos na Equipe Nacional de Basquetebol da Iugoslávia de 1986 a 1990 e eram de certa forma amigos próximos, mas as Guerras Iugoslavas os afastaram emocionalmente, pois ficaram em lados opostos. Petrović morreu em um acidente automobilístico em 1993 antes que os dois pudessem se reconciliar; grande parte do filme se concentra no arrependimento de Divac de que eles nunca foram capazes de resolver suas diferenças.
Os participantes do documentário incluem: Toni Kukoč, Dino Rađa, Žarko Paspalj, Clyde Drexler, Danny Ainge, Rick Adelman, Kenny Anderson, Derrick Coleman, Bill Fitch, Larry Bird, Jan Hubbard, Magic Johnson, Jerry West, Aleksandar Petrović, Biserka Petrović, etc.